# Helichochaetus discifer
Helichochaetus discifer är en tvåvingeart som beskrevs av Octave Parent 1933. Helichochaetus discifer ingår i släktet Helichochaetus och familjen styltflugor. Inga underarter finns listade i Catalogue of Life.

## Bildgalleri

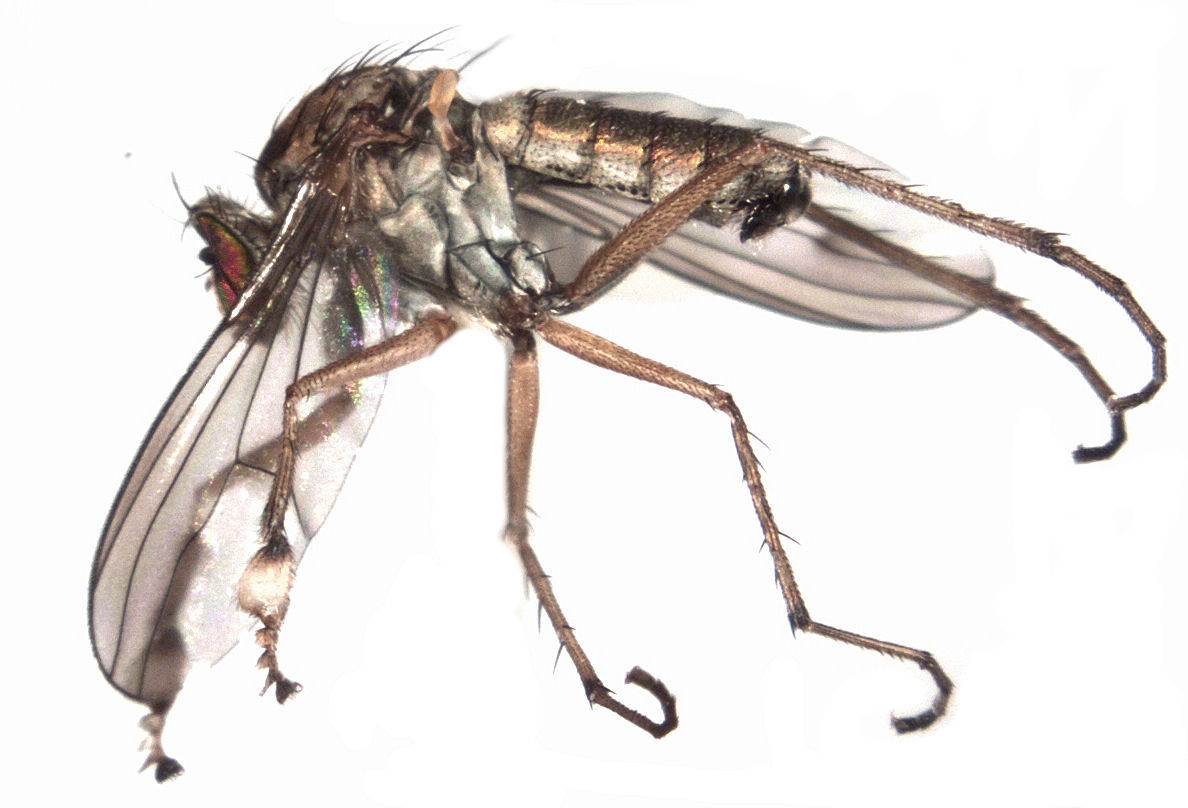
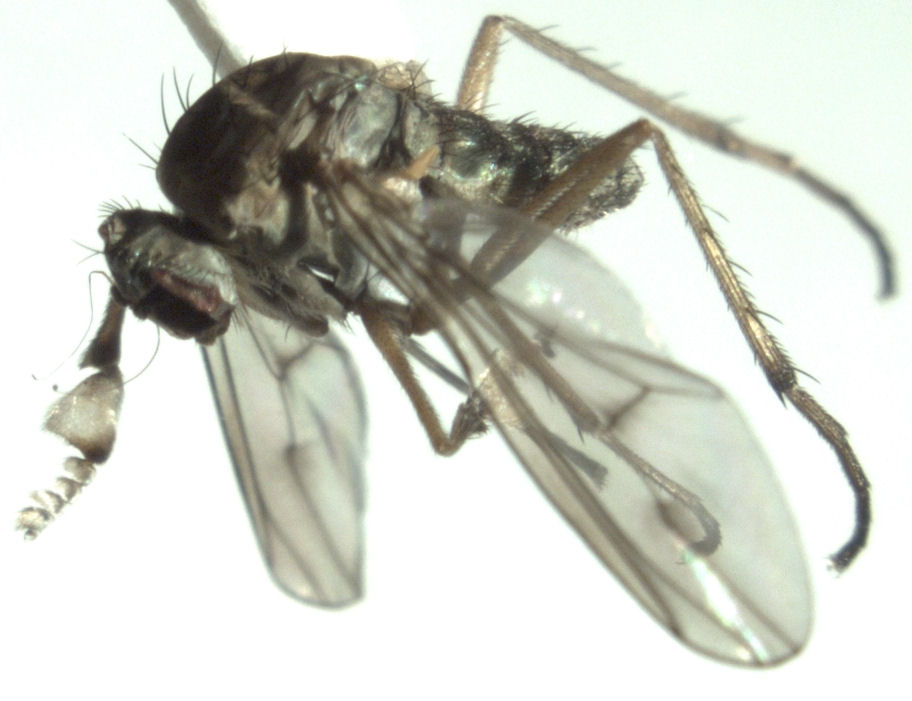